# Vâlcele (Covasna)
Vâlcele (in ungherese Előpatak) è un comune della Romania di 4084 abitanti, ubicato nel distretto di Covasna, nella regione storica della Transilvania.
Il comune è formato dall'unione di 4 villaggi: Araci, Ariușd, Hetea, Vâlcele.